# Novillas
Novillas – gmina w Hiszpanii, w prowincji Saragossa, w Aragonii, o powierzchni 25,28 km². W 2011 roku gmina liczyła 602 mieszkańców.